# Yvon Chouinard

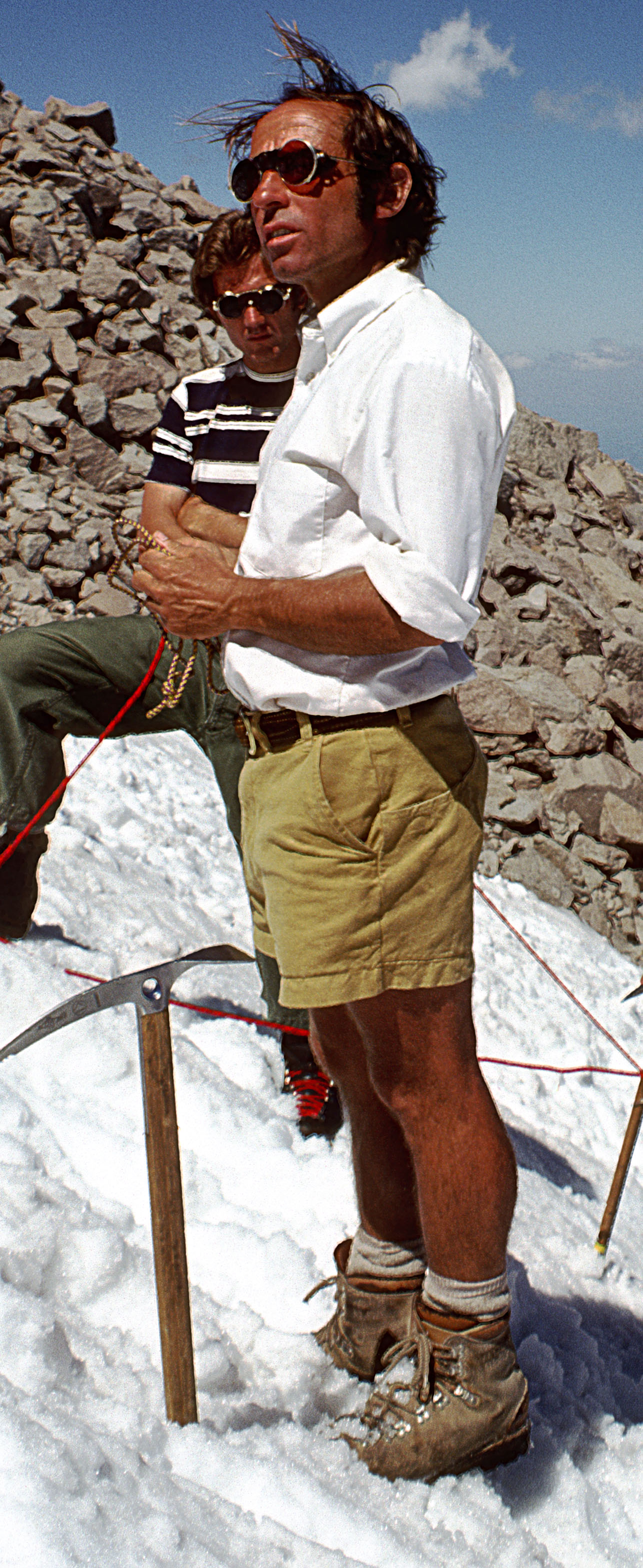
Chouinard am Mt. Hood, Oregon, Ende der 1970er Jahre

Yvon Chouinard (* 9. November 1938 in Lewiston, Maine) ist ein US-amerikanischer Pionier des Bigwall-Kletterns vor allem im Yosemite-Nationalpark sowie Gründer des Unternehmens Patagonia.

## Leben
Chouinard stammt aus einer franko-kanadischen Familie, die nach Maine gezogen war. Sein in Québec geborener Vater arbeitete in den verschiedensten Handwerken. 1946 zog die Familie nach Burbank, Kalifornien, wo Chouinard sich im Tauchen nach Abalone-Schnecken und im Klettern an den Küstenfelsen bei Malibu übte, zunächst um als Mitglied des südkalifornischen Falken-Clubs die Gelege in den Nestern zu beobachten. 1955 fuhr er im eigenen Ford zum Klettern nach Wyoming, im San-Fernando-Tal (Stoney Point) und am Tahquitz wurde er von den Wänden des Yosemite-Tals angezogen. Für die Big Walls wurden große Mengen von Sicherungs- und Fortbewegungshaken benötigt. Er begann vor allem aus Kostengründen nach dem High-School-Abschluss 1956 sich Schmiedewerkzeug zuzulegen, um Kletterutensilien herzustellen, die aus härterem Stahl als die europäischen Felshaken (Pitons) waren. Schon bald verkaufte er diese auch – das Geschäft lief aber anfangs nur schleppend an. Im Winter schmiedete er, im Sommer kletterte er. Chouinard zählt zu den führenden Aktivisten der Bigwall-Kletterszene im Yosemite Ende der 1950er und Anfang der 1960er Jahre. 1960 war er an der Zweitbegehung von The Nose am El Capitan beteiligt. Zu seinen Erstbegehungen zählt 1964 die North American Wall am El Capitan im Yosemite-Tal mit Royal Robbins (einem Jugendfreund, wie er früh Mitglied des Sierra Clubs), Tom Frost (einem Flugzeugingenieur, der zeitweilig sein Geschäftspartner war), Chuck Pratt, ohne Verwendung von Fixseilen, und die Muir Wall am El Capitan 1965 mit T. M. Herbert. 1961 begann er die Techniken und den Stil der Yosemite-Bigwall-Kletterer (von denen er einer der wortreichsten Fürsprecher war) auch außerhalb in den kanadischen Rockies anzuwenden mit mehreren Erstbegehungen. 1968 eröffnete er in der Drittbegehung des Cerro Fitzroy in Patagonien eine neue Route (California Route) u. a. mit Doug Tompkins (auf dem Weg dorthin surften sie entlang der südamerikanischen Küsten).
Chouinard reist weltweit zum Surfen, Fliegenfischen, Kajakfahren, Skifahren und hat auch das Klettern noch nicht aufgegeben (2007). Er ist seit 1971 mit Malinda Pennoyer verheiratet, die er in Yosemite kennenlernte, wo die damalige Kunststudentin einen Ferienjob hatte. Chouinard ist Vater von zwei Kindern.

## Chouinard als Unternehmer
1970 war Chouinard Equipment die größte Firma für Bergsteigerausrüstung in den USA. Das Hauptprodukt waren Felshaken, die in seinen Augen aber die Kletterrouten verschandelten, daher stellte er 1972 die Produktion ein. Ebenfalls um 1970 erkannte er beim Klettern in Schottland die Vorteile von Rugby-Hemden fürs Klettern und gründete daraufhin die Outdoor-Bekleidungsfirma Patagonia, die 2006 in den USA 1300 Mitarbeiter beschäftigte und deren Umsatz von 20 Millionen Dollar Mitte der 1980er Jahre auf 100 Millionen 1990 und 267 Millionen Dollar 2006 stieg. Dazwischen gab es einen Einbruch durch Gerichtsverfahren (alle aus eher unbedeutenden Vorkommnissen, aber begründet mit nicht ausreichenden Warnhinweisen etwa bei Kletterseilen) gegen seine Bergsteigerausrüstungsfirma, die sie fast an den Rand des Ruins brachten – es gab schließlich ein Buy-out durch die Beschäftigten und eine Neugründung in Salt Lake City.
Ein Prozent des Umsatzes von Patagonia stiftet Chouinard Umweltaktivisten – er gründete eigens eine Initiative One Percent for the Planet, der sich bis 2006 400 Firmen anschlossen. Selbst ein begeisterter Surfer, erlaubt er seinen Beschäftigten ebenfalls eine entsprechende freie Zeiteinteilung. Nach einem Einbruch in der Rezession 1991, die eine langjährige Wachstumsphase von jährlich 30 bis 50 % unterbrach, musste er ein Fünftel seiner Belegschaft entlassen. Nach eigenen Worten bewirkte das eine Rückbesinnung auf ökologische Werte und langsames Wachstum, nach eigenen Worten auch das Ergebnis seines eigentlich genügsamen Lebenswandels als Extremsportler, der zusätzlich die Devise beherzigen sollte, niemals seine Grenze zu übersteigen und vor allem diese Grenzen klar zu erkennen. Aus ökologischen Gründen heraus wechselte die Firma beispielsweise schon 1996 zu biologisch angebauter Baumwolle.
Im September 2022 gab Chouinard im Alter von 83 Jahren bekannt, all seine Anteile an Patagonia an zwei eigens gegründete Stiftungen zu übertragen, welche sich dem Klimaschutz und dem Schutz der Artenvielfalt widmen. Seine Ehefrau und seine beiden Kinder taten ihm dies gleich.

## Publikationen
- Lass die Mitarbeiter surfen gehen: Die Erfolgsgeschichte eines eigenwilligen Unternehmers. Redline Verlag 2009, ISBN 978-3-86881-051-6.
  - Let my people go surfing – the education of a reluctant businessman. The Penguin Press 1996, ISBN 0-14-303783-8.
- Climbing ice. Sierra Club Books 1978, ISBN 0-87156-208-1; Random House, 1982, ISBN 0-87156-207-3.
- Arbeit und Vergnügen: das Beispiel Patagonia. In: Thích Nhất Hạnh: The Art of Power. Die Kunst mit Macht richtig umzugehen. Herder Verlag, Freiburg im Breisgau 2008, ISBN 978-3-451-29812-7.